# Mill Creek (Washington)
Mill Creek az Amerikai Egyesült Államok északnyugati részén, Washington állam Snohomish megyéjében elhelyezkedő város. A 2010. évi népszámlálási adatok alapján 18 244 lakosa van.
A települést az 1970-es években elfogadott fejlesztési terv szerint alakították ki.

## Története

### Megalapítása
A huszadik század elején a térségben több család is letelepedett, akik az első helységek névadói voltak. A Washington State Route 527 1913-as megnyitásakor Murphy’s Cornerben és Wintermute’s Cornerben bolt és benzinkút létesült. 1931-től Dr. Manch N. Garhart 320 hektáron alma- és körtetermesztés mellett marhatartással foglalkozott. A lakosok által kialakított víztározóról elnevezett Lake Dell Farmot a terméshozamok csökkenése miatt 1967-ben eladták.
Az 1960-as és 1970-es években a környékbeli farmokat az ingatlanfejlesztők a nemrég elkészült Interstate 5-höz való közelségük miatt vonzónak találták (egy lehetséges településhez a Cowlitz megyei Longview-t vették alapul). Az „Olympus” nevet viselő helységben 1300 hektáron lakások, ipari park, bevásárlóközpont és golfpálya kialakítását tervezték. Az 1970-es évekbeli gazdasági visszaesés miatt a projektet 1973-ban eladták a Tokyu Land Developmentnek; a tervezésért az Obayashi Corporation leányvállalata, a United Development felelt. Miután a Klahanie névváltozatot elvetették, a települést Mill Creekre nevezték át, habár a térségben egy gyár (mill) vagy patak (creek) sem volt.
A helység fejlesztési tervét 1974 januárjában nyújtották be a megyei hatóságoknak. Az év decemberében a United Development finanszírozásával létrejött a lakószövetkezet, amely a közbiztonságért és az infrastruktúra karbantartásáért felelt. A fejlesztési tervben 4600 lakás (12 ezer főnyi kapacitással), egy 110 hektáros park és egy 18 lyukas golfpálya szerepelt. A golfpálya kivitelezése 1975-ben, a lakóházaké pedig egy évvel később kezdődött. Az első házak nagy alapterületűek voltak, és a berendezés fából készült; ezeket átlagosan 65 ezer (2020-as árfolyamon 300 ezer) dollárért értékesítették. A Tokyu Land Development az 1990-es évek elején az alaprajzokat „Mill Creek” márkanévvel a Japánban épített lakásoknál is felhasználta. Az eredeti projekt utolsó fázisa 2003 végén készült el.

### Városi rang
Az első, 1767 lakást magában foglaló fázis 1983 elejére készült el; miután a település népessége elérte a háromezer főt, a lakosok városi rangért folyamodtak. Az infrastruktúra fenntartásáért a lakószövetkezet és a megye felelt, azonban a helyiek szerették volna elkerülni az ingatlanadó megemelését. Mill Creek az 1983. szeptember 20-ai szavazást követően tíz nappal később kapott városi rangot.
A következő években az új város csökkentette az ingatlanadót, valamint saját rendőrséget, könyvtárat, postát és földhivatalt hozott létre. A helység három körzethívószám alá tartozott, melyek között távolsági tarifával lehetett telefonálni, azonban a szükséges engedélyeket követően a GTE távközlési szolgáltató összevonta a körzeteket. A város első polgármestere Sid Hanson, a városi rangért felelős bizottság elnöke volt; mandátuma 1987-ig tartott. Az évtized végéig az önkormányzatot négyszer költöztették el. A postahivatal 1984-ben nyílt meg.
Mill Creek 1986-ban a környékbeli területeket a városhoz csatolta volna, azonban a hatóságok ezt megakadályozták. 1987 júliusában 36 hektár a településhez került; eközben Everett is hasonló gyakorlatot folytatott. 1989-ben Mill Creek területe 25%-kal nőtt volna; ezt a megye csak úgy engedélyezte, hogy a városhoz csatolt öt terület mindegyikén hozzájárulnak az utak bővítéséhez.
Everett az 1980-as években magához csatolta volna Murphy’s Cornert, azonban több bírósági ítéletet követően a terület egy része Mill Creekhez került. Az 1994-ben megnyílt Henry M. Jackson Középiskola a Mill Creek-i oldalon található, amely 1995-ben került a városhoz. A Thomas J. Murphy érsek Középiskola 1999-ben nyílt meg Mill Creek északkeleti részén. Thomas Lake 2005-ös annektálásával a népesség 2200 fővel nőtt. Mivel a későbbiekben a városhoz csatolt részek fejletlenek voltak, a későbbi növekedés kérdésében a lakók megosztottá váltak. Több önkormányzat nélküli településen is úgy gondolták, hogy Mill Creek túlságosan „sznob” felfogású.

### 21. század
Az 1980-as években a frissen annektált területek átalakítása mellett döntöttek. Az új belváros egy park mellett irodákat és üzleteket foglalna magába. A befektetőkeresés nehézségeit követően a Mill Creek Town Center kivitelezése 2001-ben kezdődött, első fázisa 2004-ben készült el. A 2006-ban átadott második fázisban orvosi rendelőt, üzleteket, lakásokat és egy közteret is létesítettek.
A WA-527-et az 1990-es években 2×2 sávosra bővítették és kanyarodósávokat, kerékpársávokat, valamint járdát építettek ki, továbbá tereprendezést hajtottak végre. A Mill Creek-i szakaszt 2006-ban adták át; a szűk hely miatt zajvédő fal és vízgyűjtő medence kialakítására is szükség volt. A projekt során új buszmegállókat építettek, amelyeket a Swift BRT-rendszer kialakításának részeként 2019 márciusban átalakítottak.
2007-ben a 132. utca mentén kialakított East Gatewayben új lakások mellett egy Walmart is nyílt volna, azonban a lakók ellenzése miatt erre nem került sor. A terület keleti oldalán 2012-ben apartmanok, társasházak, irodák és üzletek kialakításába kezdtek. 2019-ben a nyugati rész fejlesztése mellett döntöttek; a The Farm at Mill Creek projekt részeként 350 apartman, valamint munkásszállók, irodák és üzletek épülnek.

## Éghajlat
A város éghajlata mediterrán (a Köppen-skála szerint Csb).
| Hónap                         | Jan.  | Feb.  | Már.  | Ápr. | Máj. | Jún. | Júl. | Aug. | Szep. | Okt. | Nov.  | Dec.  | Év    |
| ----------------------------- | ----- | ----- | ----- | ---- | ---- | ---- | ---- | ---- | ----- | ---- | ----- | ----- | ----- |
| Rekord max. hőmérséklet (°C)  | 22,2  | 23,9  | 26,1  | 31,1 | 33,9 | 37,8 | 38,9 | 37,8 | 36,1  | 31,1 | 25,0  | 18,9  | 38,9  |
| Átlagos max. hőmérséklet (°C) | 8,3   | 10,0  | 12,8  | 15,6 | 18,9 | 21,1 | 24,4 | 25,0 | 21,7  | 15,6 | 10,0  | 6,7   | 15,9  |
| Átlagos min. hőmérséklet (°C) | 1,1   | 1,1   | 2,8   | 5,0  | 7,8  | 10,0 | 11,7 | 11,7 | 9,4   | 6,1  | 3,3   | 0,6   | 5,9   |
| Rekord min. hőmérséklet (°C)  | −18,9 | −18,9 | −11,1 | −5,0 | −2,8 | 1,1  | 0,6  | 2,2  | −1,1  | −6,1 | −17,2 | −17,2 | −18,9 |
| Átl. csapadékmennyiség (mm)   | 159   | 108   | 122   | 96   | 86   | 65   | 34   | 33   | 66    | 121  | 189   | 163   | 1242  |
| Forrás: The Weather Channel   |       |       |       |      |      |      |      |      |       |      |       |       |       |

## Népesség
A 2010-es népszámláláskor a városnak 18 244 lakója, 7551 háztartása és 4921 családja volt. A népsűrűség 1516,5 fő/km2. A lakóegységek száma 7923, sűrűségük 658,6 db/km2. A lakosok 74,2%-a fehér, 2,2%-a afroamerikai, 0,5%-a indián, 16,7%-a ázsiai, 0,4%-a a Csendes-óceáni szigetekről származik, 1,6%-a egyéb, 4,4%-a pedig kettő vagy több etnikumú. A spanyol vagy latino származásúak aránya 5,6% (   )
A háztartások 31,5%-ában élt 18 évnél fiatalabb. 53,7% házas, 8,2% egyedülálló nő, 3,2% egyedülálló férfi, 34,8% pedig nem család. 27,4% egyedül élt; 9,3%-uk 65 éves vagy idősebb. Egy háztartásban átlagosan 2,42 személy élt; a családok átlagmérete 2,89 fő.
A medián életkor 38,9 év volt. A város lakóinak 23,3%-a 18 évesnél fiatalabb, 8,3% 18 és 24 év közötti, 27,4%-uk 25 és 44 év közötti, 28,6%-uk 45 és 64 év közötti, 12,5%-uk pedig 65 éves vagy idősebb. A lakosok 48,6%-a férfi, 51,4%-a pedig nő.

## Gazdaság
2015-ben a városban 10 227 aktív korú lakos élt, a munkanélküliség pedig 2,2% volt. A legtöbben az oktatásban és az egészségügyben (21%), a gyártóiparban (16%), a professzionális szolgáltatóiparban (15%) és a kereskedelemben (12%) dolgoztak. A lakók mindössze három százaléka dolgozik a városhatárokon belül; 21% Seattle-be, 16% Everettbe, 8% Bellevue-ba, míg 5% Bothellbe ingázik (az átlagos utazási idő 31 perc).
A Puget Sound-i Regionális Tanács becslései szerint 2018-ban a városban 6262 munkahely volt, melyek többségét a professzionális szolgáltató szervezetek és az építőipari cégek kínálták. A legnagyobb foglalkoztatók az Albertsons, a Central Market, a The Everett Clinic, a Lowe’s, a Safeway, és a Mill Creek County Club. Egykor a városban volt a Handheld Games videójáték-fejlesztő és a Dream Dinners ételipari vállalat székhelye.

## Közigazgatás
A polgármestert és a képviselőtestület hét tagját négy évre választják. Az adminisztrációs feladatokért városmenedzser felel.
Az önkormányzatnak 2019-ben 65 alkalmazottja volt, féléves költségvetése pedig 59 millió dollár. A városházát 2008-ban költöztették át a korábbi épülettel szemközt fekvő létesítménybe.

## Kultúra
A májusban és októberben megrendezett garázsvásárt a település eredeti alapító iratai engedélyezik. A megye egyik legnagyobb ilyen eseményét adománygyűjtéssel kötötték össze. A kereskedelmi kamara júliusban fesztivált rendez, a városközpontban pedig nyaranta koncerteket tartanak. Az emlékezet napján és a veteránok napján is rendeznek eseményeket. A májustól októberig nyitva tartó termelői piac helyszíne a városháza parkolója.

## Parkok
A város tíz parkja és két rekreációs létesítménye 17 hektáron terül el; a legnagyobb a Nickel Creek Park (7,99 hektár), a legkisebb pedig a Library Park (0,49 hektár). A Mill Creek Sports Parkban sportpályák és gördeszkapark található.
A Mill Creekből túraútvonalon megközelíthető McCollum Park, a Martha Lake Park és a North Creek Park fenntartója a megye, míg a Tambark Creek Parkot a városi és megyei önkormányzat közösen üzemelteti.
A golfpályát 2007-ben egy magánklub vásárolta meg. A létesítmény hossza 270 méterrel elmarad a bajnokságok rendezéséhez elvárt mérettől. A város sportarénája 2017-ben nyílt meg.

## Oktatás

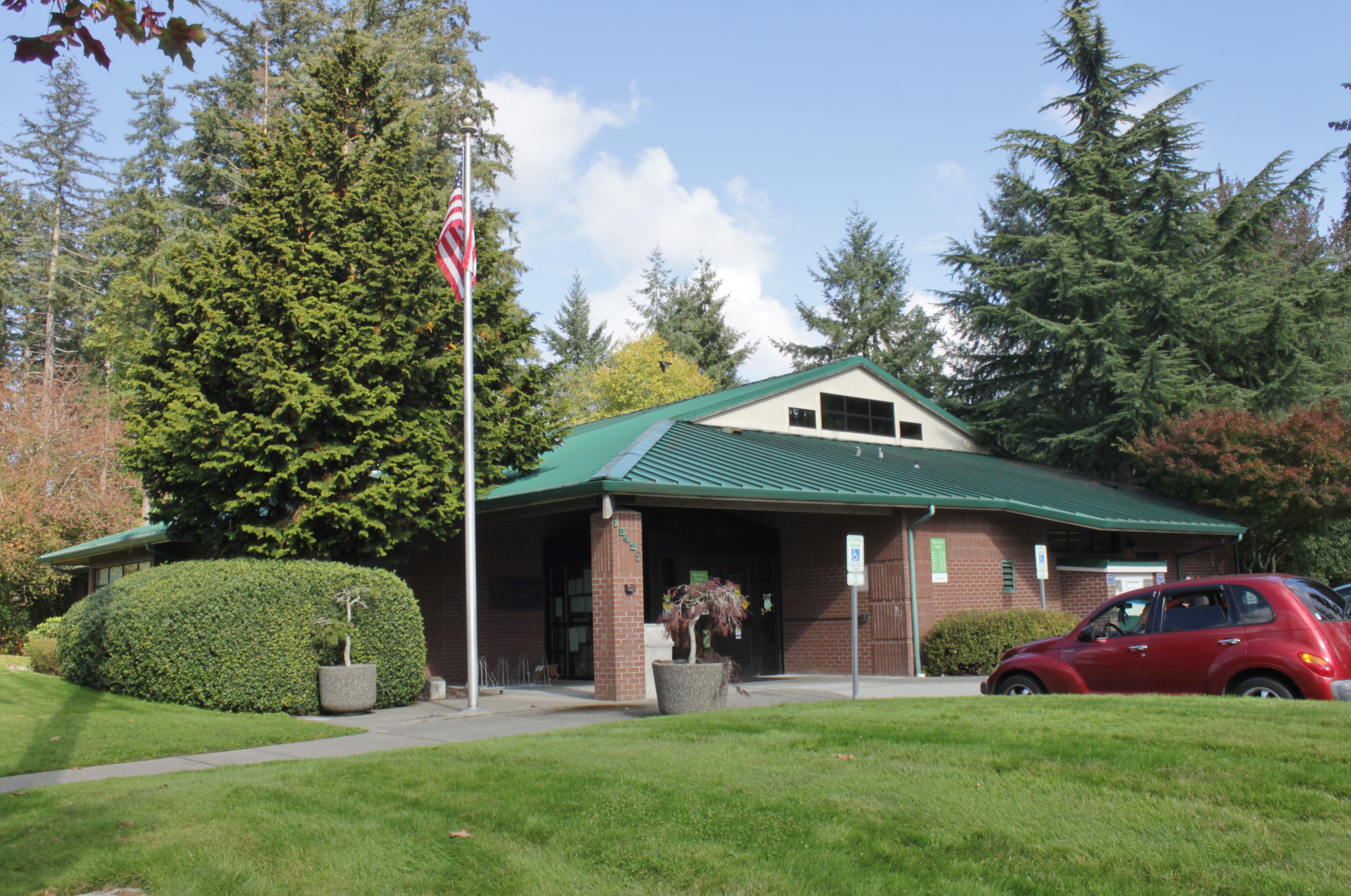
A könyvtár épülete

A város hét iskolájának fenntartója az Everett Public Schools, amelynek több mint húszezer diákja van. Mill Creekben egyházi fenntartású intézmények (Archbishop Murphy High School és Cedar Park Christian School) is működnek.
Az 1987-ben megnyílt könyvtárat a fenntartó Sno-Isle Libraries többször is bővítette. Az épület zsúfoltsága miatt az önkormányzat a létesítményt átköltöztette volna a Target üzletébe, azonban erre nem került sor.

## Infrastruktúra

### Egészségügy
A Swedish Medical Center telephelye 2011-ben nyílt meg. Az Everett Clinic ambuláns ellátóhelye 2016 decembere, az EvergreenHealth sürgősségi kórháza pedig 2018 óta működik. A Seattle Children’s Hospital gyermekkórházát 2018-ban összevonták a többi megyei kirendeltséggel.

### Közlekedés
Mill Creek közúton az I-5-ön, a WA-9-en és a WA-527-en közelíthető meg.
A város tömegközlekedését a Community Transit és a Sounder Transit biztosítja. Az autóbuszokkal Lynnwoodba, Silver Firsbe, Snohomishba és Everettbe lehet eljutni. Mill Creekben több P+R parkoló is működik. A jövőben a Link könnyűvasút meghosszabbítását tervezik, amelyre jelenleg Lynnwoodban lehet felszállni.

### Közművek
Az elektromos áramot a megyei közműszolgáltató, a földgázt pedig a Puget Sound Energy biztosítja. A hulladékszállításért és az újrahasznosításért a Waste Management felel.
Az ivóvíz- és csatornahálózatot az Alderwood Water and Wastewater District és a Silver Lake Water and Sewer District tartja fenn; az ivóvíz a Spada-víztározóból származik, a szennyvizet pedig a Maltbyben elhelyezkedő üzemben tisztítják meg.

## Média
A Mill Creek Beacon havonta kétszer, a News of Mill Creek hetente, a Mill Creek Living pedig negyedévente jelenik meg. A 2014-ben alapított Beacon kiadója a Beacon Publishing. A The Enterprise hetilap 2009-től több más lappal összevonva The Weekly Herald címen jelent meg, amely 2012-ben szűnt meg.

## Nevezetes személyek
- August P. Mardesich, politikus[107]
- Brent Lillibridge, baseballozó[108]
- Brett McClure, tornász[109]
- Daniel Te’o-Nesheim, amerikaifutball-játékos[110]
- Ivan Koumaev, táncos[111]
- Jared Mead, politikus[112]
- Jerry Jensen, amerikaifutball-játékos[113]
- John E. Corbally, rektor és egyetemi kancellár[114]
- John Lovick, politikus[115]
- Jordan Schweitzer, labdarúgó[116]
- Mark Harmsworth, politikus[117]
- Paul Soloway, bridzsjátékos[118]
- Ramsey Nijem, harcművész[119]
- Travis Snider, baseballozó[120]
- Wendy Sue Swanson, író és gyerekorvos[121]

## Fordítás
- Ez a szócikk részben vagy egészben  a   Mill Creek, Washington című angol Wikipédia-szócikk ezen változatának fordításán alapul.  Az eredeti cikk szerkesztőit annak laptörténete sorolja fel. Ez a jelzés csupán a megfogalmazás eredetét és a szerzői jogokat jelzi, nem szolgál a cikkben szereplő információk forrásmegjelöléseként.